# Kukusunda
La Kukusunda (in russo  Кукусунда?) è un fiume della Russia, affluente di sinistra della Arga-Sala (bacino idrografico dell'Olenëk), che scorre nella parte settentrionale della Siberia Orientale, nella Sacha (Jacuzia).
Nasce e scorre per tutto il suo corso in una regione modestamente rilevata nella parte nord-orientale dell'altopiano della Siberia centrale, mantenendo direzione mediamente sud-orientale; non incontra alcun centro urbano di qualche importanza fino alla sua foce nel medio corso dell'Arga-Sala. I maggiori affluenti sono Džara (200 km) dalla destra idrografica, Charaga-Suoch (69 km) e Lamujka (86 km) dalla sinistra.
Il fiume è congelato nel periodo fra la metà di ottobre e la fine di maggio.